# سوپر لیگ مالزی
سوپر لیگ مالزی (انگلیسی: Malaysia Super League) (مالایی: Liga Super Malaysia) بالاترین سطح مسابقات فوتبال در کشور مالزی است.

## قهرمانی بر پایه باشگاه
| باشگاه           | قهرمانی | سالهای قهرمانی                               |
| ---------------- | ------- | -------------------------------------------- |
| جوهور دارالتعظیم | ۹       | ۲۰۱۴، ۲۰۱۵، ۲۰۱۶، ۲۰۱۷، ۲۰۱۸، ۲۰۱۹،۲٠۲٠،۲٠۲۱ |
| کداح             | ۲       | ۲۰۰۶–۰۷، ۲۰۰۷–۰۸                             |
| سلانگور          | ۲       | ۲۰۰۹، ۲۰۱۰                                   |
| کلنتن            | ۲       | ۲۰۱۱، ۲۰۱۲                                   |
| پاهانگ           | ۱       | ۲۰۰۴                                         |
| پرلیس            | ۱       | ۲۰۰۵                                         |
| نگری سمبیلان     | ۱       | ۲۰۰۵–۰۶                                      |
| لاینز توولو      | ۱       | ۲۰۱۳                                         |